# Dean Shiels
Dean Shiels (1985. február 1. –) északír válogatott labdarúgó.

## Pályafutása

### Hibernian
Shiels nyolcéves korában egy otthoni balesetben bal szemére megvakult. Mivel fejfájások gyötörték, 2006-ban egy műtét során eltávolították a beteg szemet. Dean később ígéretesen kezdte a 2006–07-es szezont a Hiberniannal az élvonalban, az első két mérkőzésén sikerült gólokat szereznie.

### Rangers
2012-ben lett a Rangers játékosa, meghatározó játékost lett a skót a klubnál. A Rangers jelenleg a harmad osztályban szerepel, ahová tavaly jutottak fel.

### Válogatott
2005 novemberében első válogatott meccsén az északír csapat legyőzte Portugáliát.
2008 augusztusában másfél évnyi kihyagás után hívták vissza a válogatottba egy Skócia elleni találkozóra.
2012 februárjában a szövetségi kapitány, Michael O'Neill azt mondta, Shielsnek még lehet jövője a nemzeti tizenegyben.

## Sikerei, díjai
- Kilmarnock FC:
  - Skót ligakupa (1): 2011–12
- Rangers FC:
  - Skót negyedosztály (1): 2012–13
  - Skót harmadosztály (1): 2013–14